# Downing (Missouri)
Downing – miasto w Stanach Zjednoczonych, w stanie Missouri, w hrabstwie Schuyler.